# 图多尔·弗拉基米雷斯库
图多尔·弗拉基米列斯库（羅馬尼亞語： 1780年—1821年5月27日）罗马尼亚革命家，1821年瓦拉几亚起义领袖。生于戈尔日县弗拉迪米尔的一个农民家庭。12岁时，在克拉约瓦的波雅尔家中服侍，学习修辞、语法和希腊语，后成为波雅尔的管家。后加入俄罗斯军队，参加第七次俄土战争。伴随着希腊独立战争，弗拉基米列斯库领导1821年瓦拉几亚起义反抗奥斯曼帝国的统治。